# Arenifera
Genre
Classification phylogénétique
Arenifera A.G.J.Herre est un genre de plante de la famille des Aizoaceae.
Arenifera A.G.J.Herre, in Sukkulentenk.: Jahrb. Schweiz. Kakt.-Ges. 2: 35 (1948)
Type : Arenifera pillansii (L.Bolus) A.G.J.Herre (Psammophora pillansii L.Bolus)

## Liste des espèces
- Arenifera pillansii (L.Bolus) A.G.J.Herre
- Arenifera pungens H.E.K.Hartmann
- Arenifera spinescens (L.Bolus) H.E.K.Hartmann
- Arenifera stylosa (L.Bolus) H.E.K.Hartmann